# Puchar Ameryki Północnej w narciarstwie alpejskim 2023/2024
Sezon 2023/2024 Pucharu Ameryki Północnej w narciarstwie alpejskim rozpoczął się 6 grudnia 2023 r. w amerykańskim Copper Mountain rywalizacją w zjazdach kobiet i mężczyzn, natomiast ostatnie, wspólne zawody sezonu (gigant kobiet i slalom mężczyzn) zostały rozegrane 11 kwietnia 2024 r. na stokach Panorama Resort w Kanadzie. Łącznie zorganizowano 22 z zaplanowanych 26 startów dla kobiet i mężczyzn.

## Puchar Ameryki Północnej w narciarstwie alpejskim kobiet
Wśród kobiet Pucharu Ameryki Północnej z sezonu 2022/2023 broniła Amerykanka Mary Bocock. Tym razem najlepsza okazała się Kanadyjka Arianne Forget.
W poszczególnych klasyfikacjach triumfowały:
- zjazd:  Allison Mollin
- supergigant:  Allison Mollin
- gigant:  Arianne Forget
- slalom:  Victoria Palla

## Puchar Ameryki Północnej w narciarstwie alpejskim mężczyzn
Wśród mężczyzn Pucharu Ameryki Północnej z sezonu 2022/2023 bronił Amerykanin Isaiah Nelson. Tym razem najlepszy okazał się Kanadyjczyk Simon Fournier.
W poszczególnych klasyfikacjach triumfowali:
- zjazd:  Kyle Alexander
- supergigant:  Kyle Alexander
- gigant:  Simon Fournier
- slalom:  Matej Vidović